# Motorboot

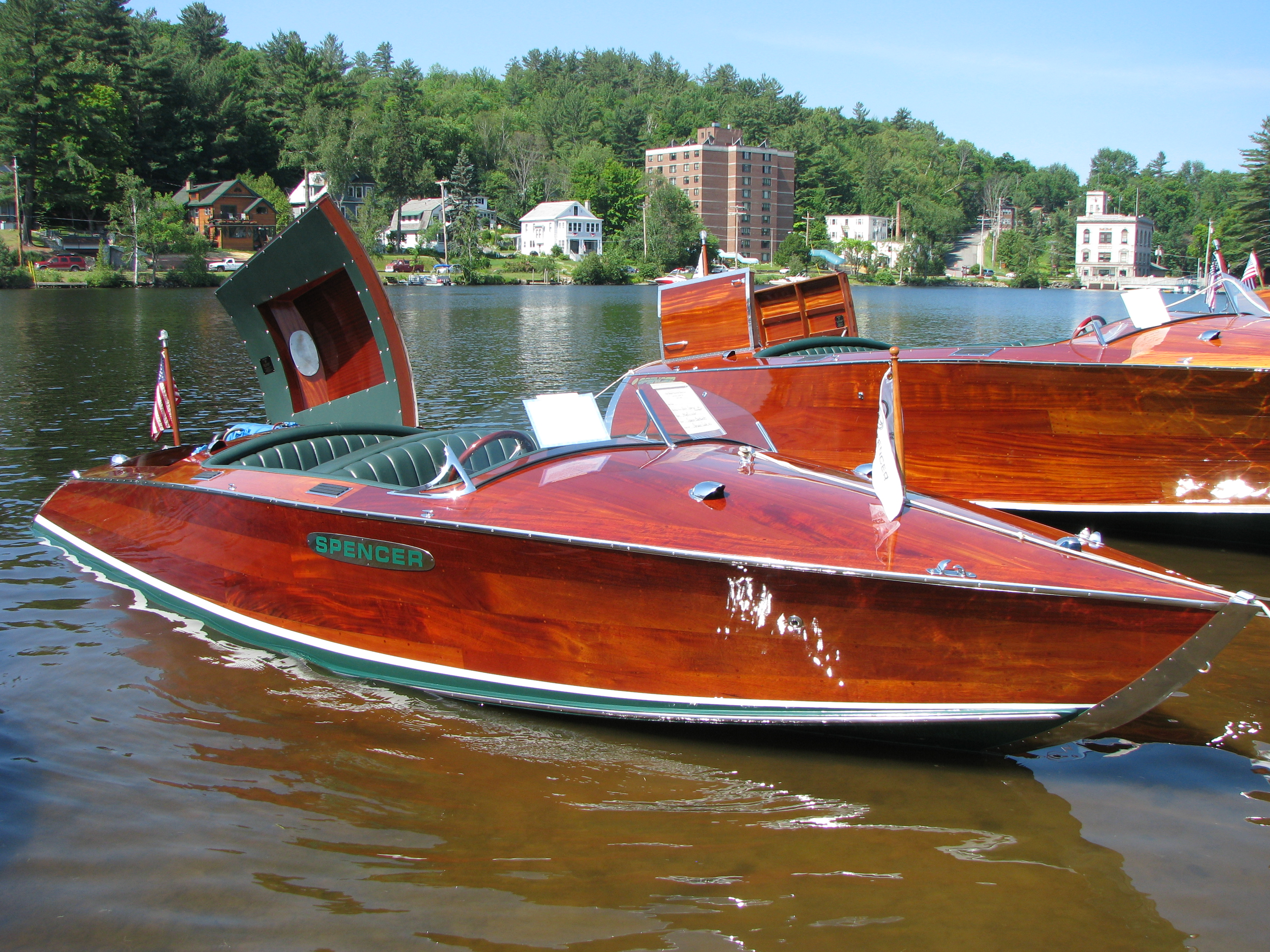
Amerikaanse motorboot uit 2004

Een motorboot is een mechanisch voortgedreven vaartuig dat wordt aangedreven door een motor, waarbij de voortstuwing als regel wordt verkregen door een onder water draaiende schroef.
De eerste motorboot in Groot-Brittannië werd gebouwd door Frederick William Lanchester in de 19de eeuw in Oxford.
Een motorboot is meestal niet zo lang en wordt vaak gebruikt om in rond te varen over rustig water. Het sturen gaat bij een kleinere boot rechtstreeks door de motor te draaien. Bij een grotere boot wordt vaak een mechanisch systeem gebruikt, waarbij een stuurwiel en roer kan worden gebruikt.

## Nederland
Zodra de motorboot sneller kan varen dan 20 km per uur, is het een snelle motorboot en moet dan geregistreerd worden. Bij grotere snelheden drukt de boot zich uit het water, wordt de waterverplaatsing veel kleiner en heeft hierdoor veel minder weerstand. Deze soort motorboten wordt speedboten genoemd. Kenmerkend is de vlakke achterkant, waardoor het water niet aan de romp blijft kleven bij hoge snelheid. Zowel de boot als de bestuurder moeten dan aan een aantal eisen voldoen.
- Reddingsvest voor ieder opvarende;
- Dodemansknop;
- Registratiebewijs en een registratieteken;
- Brandblusser aan boord;
- Vaarbewijs.[2]